# جاحر (روستا)
 جمهره  به عربی ( الَجمهَرة  )، روستایی است در دهستان المُقَبَنَة از توابع استان حضرموت در کشور یمن در شبه جزیره عربستان.

## جمعیت
جمعیت آن ( ۸۸ ) نفر ( ۶ خانوار) می‌باشد.